# Willy Moon
Pour les articles homonymes, voir Moon.
William George Sinclair (né le 2 juin 1989), dit Willy Moon, est un auteur-compositeur-interprète, musicien et producteur néo-zélandais. Il est connu pour être l’interprète de Yeah Yeah, chanson qui a été exploitée à travers une série de publicités télévisées pour l’appareil électronique iPod de la marque Apple en 2012 et qui, à la suite, a été propulsée dans le top 20 des hit-parades britanniques.

## Biographie

### Enfance
Willy Moon est né le 2 juin 1989 à Wellington en Nouvelle-Zélande. Il a cessé d’aller au lycée lorsqu’il avait 16 ans et, par la même occasion, a quitté la Nouvelle-Zélande deux ans plus tard. Il se rendait souvent à Berlin en Allemagne, ainsi qu'à Londres, au Royaume-Uni, où il vit depuis.

### Carrière musicale
En 2010, sa première chanson I Wanna Be Your Man sort sur Myspace et lui permet de se faire connaître et de signer un premier contrat avec Island Records. Il sort officiellement ses deux premiers singles avec Luv Luv Luv Records.
Sa musique a été décrite comme un "brillant et étrange mélange de rock'n'roll des années 50 et de production moderne", "using hip-hop production technics" (utilisant des techniques de production modernes).
Le single de Willy Moon Yeah Yeah a été diffusé sur BBC Radio 1 début 2012. Avec son groupe, il joue aux studios Maida Vale pour BBC Radio 1 en mai 2012. Il joue également à la télévision durant l'émission Later... with Jools Holland, encore pour la BBC, en octobre 2012.
En juillet 2013, Wily Moon sort les singles Railroad Track et Bang Bang avec le label de Jack White, Third Man Records.
Sa chanson Yeah Yeah est utilisée en 2012 par Apple pour sa publicité pour les iPod Touch de 5e génération, les iPod Nano de 7e génération et les iPod Shuffle de 4e génération. Yeah Yeah a également été utilisé en 2012 dans une publicité pour Sosh, ainsi que pour le feu d'artifice du nouvel an de 2013 à Londres.
En décembre 2012, Willy Moon joue dans l'émission The Tonight Show with Jay Leno, sur NBC. Il entame ensuite sa tournée américaine début 2013.
L'album Here's Willy Moon sort en avril 2013, et contient les chansons Yeah Yeah et I Wanna Be Your Man, ainsi que le single Get Up.
En août 2013, Ubisoft publie un nouveau trailer de son jeu Assassin's Creed IV: Black Flag, avec comme musique de fond le morceau Railroad Track.

## Vie privée
Depuis l’année 2013, Moon fréquente régulièrement l’artiste britannique Natalia Kills, qui s'est révélée être sa nouvelle compagne. Le 23 mai 2014, ils se marient dans la ville de New York.
Sa femme et lui ont été licenciés de l'émission The X Factor pour avoir été très abusifs envers un candidat.

## Discographie

### Albums studio
| Titre             | Détails sur l'album                                                                  | Meilleure position | Meilleure position | Meilleure position | Meilleure position | Meilleure position |
| Titre             | Détails sur l'album                                                                  | N-Z                | BEL (Vl)           | BEL (Wa)           | FRA                | R-U                |
| ----------------- | ------------------------------------------------------------------------------------ | ------------------ | ------------------ | ------------------ | ------------------ | ------------------ |
| Here's Willy Moon | - Sortie : 8 avril 2013 - Label : Island Records - Format : Téléchargement légal, CD | 3                  | 130                | 196                | 104                | 75                 |

### Extended plays
| Titre           | Détails de l'album                                                 |
| --------------- | ------------------------------------------------------------------ |
| Willy Moon - EP | - Sortie : 4 December 2012 (US) - Label : Universal Island Records |

### Singles
| 2011                                                                             | I Wanna Be Your Man | —  | —   | —  | —  | Here's Willy Moon |
| 2011                                                                             | She Loves Me        | —  | —   | —  | —  | Here's Willy Moon |
| 2012                                                                             | Railroad Track      | —  | —   | —  | —  | Here's Willy Moon |
| 2012                                                                             | Yeah Yeah           | 28 | 175 | 42 | 26 | Here's Willy Moon |
| 2013                                                                             | My Girl             | —  | —   | —  | —  | Here's Willy Moon |
| 2013                                                                             | Get Up              | —  | —   | —  | —  | Here's Willy Moon |
| « — » indique que la chanson ne s'est pas classée dans le hit-parade de ce pays. |                     |    |     |    |    |                   |

### Clips
| Année | Chanson               | Réalisateur                    |
| ----- | --------------------- | ------------------------------ |
| 2011  | "I Wanna Be Your Man" | Thomas Knights / Sasha Rainbow |
| 2011  | "She Loves Me"        | Sasha Rainbow                  |
| 2012  | "Yeah Yeah"           | Alex Courtès                   |
| 2012  | "Railroad Track"      | Michael Carter                 |